# Сорочан, Александр Юрьевич
Александр Юрьевич Сорочан (род. 23 мая 1976, Калинин) — российский филолог, доктор филологических наук, профессор, писатель и переводчик. Научные интересы: фантастическая литература, историческая проза, история науки, русская литература XIX века, исследование локальных текстов, история и теория репрезентаций. Постоянный автор журнала «Новое литературное обозрение».

## Биография
Родился в семье инженеров. В 1997 году окончил филологический факультет Тверского государственного университета (ТвГУ), с того же года работает в ТвГУ. Учился в аспирантуре под руководством профессора М. В. Строганова. В 2000 году А. Ю. Сорочану присуждена учёная степень кандидата наук (тема диссертации «Мотивировка в русском историческом романе 1830—1840-х годов»; официальные оппоненты С. А. Фомичёв и С. И. Панов), в 2006 году — присвоено учёное звание доцента по кафедре истории русской литературы. 26 ноября 2008 года защитил докторскую диссертацию по теме «Формы репрезентации истории в русской прозе XIX века» (научный консультант М. В. Строганов; официальные оппоненты В. А. Викторович, М. Н. Виролайнен, Е. В. Душечкина). В 2009 году присуждена учёная степень доктора филологических наук. В настоящее время А. Ю. Сорочан является профессором кафедры истории и теории литературы Тверского государственного университета.

## Научная деятельность
Автор 5 монографий и более чем 250 статей, редактор ряда научных сборников, участник более 100 общероссийских и международных научных конференций, в том числе в академических институтах (ИМЛИ РАН и ИРЛИ РАН).
Создатель научной школы исследований истории и теории репрезентаций (под руководством А. Ю. Сорочана защищены 1 докторская, 2 кандидатские диссертации). Автор концепции сюжетных репрезентаций времени в литературе.
С 2014 года проводятся Апрельские междисциплинарные конференции «Неканоническая эстетика» (совместно с Институтом русской литературы РАН и Псковским государственным университетом; на базе ИРЛИ РАН), посвященные проблемам исторической поэтики. Сорочан входит в оргкомитет конференции.
С 2012 года в Тверском государственном университете проводятся конференции «Время как сюжет», посвященные исследованию сюжетного потенциала времени в литературе (ежегодно рассматривается одна из временных категорий: «прошлое», «настоящее», «будущее», «мгновение», «безвременье» и т. д.). Сорочан входит в оргкомитет конференции. В конференциях принимают участие ведущие исследователи России и ближнего зарубежья, представители ИРЛИ и ИМЛИ РАН.
С 2014 года в Твери и Тверской области А. Ю. Сорочан проводит летние школы для студентов, аспирантов и молодых исследователей; они посвящены проблеме идентичности в литературе. Летние школы 2014 и 2017 года проводились совместно с университетом Париж 3 (Новая Сорбонна) и Российским государственным гуманитарным университетом; в 2015 — совместно с университетом Иоанна Павла II (Краков) и РГГУ.
Докладчик и член экспертной комиссии I федерального форума «Наука будущего — наука молодых» (2015).

## Награды и премии
- Стипендия Академии наук для молодых ученых в 2000—2001 гг.[источник не указан 1563 дня]
- В 2014—2015 годах — грант Президента Российской Федерации для поддержки молодых ученых-докторов наук (тема проекта «Репрезентация и идентичность в русской литературе XIX—XXI веков», МД — 3162.2014.6)[12].
- Медаль имени академика И. И. Артоболевского Общества «Знание» России, членом которого Сорочан сам является[13].
- Медаль «Подвижнику просвещения» в память 300-летия М. В. Ломоносова[источник не указан 1563 дня].
- Медаль «И. И. Лажечников» администрации городского округа Коломна[14].
- Премия губернатора Тверской области за достижения в области литературы (2010 г.)[15]
- Премия им. И. С. Соколова-Микитова (2015 г.)[16].

### Литературоведение
1. Сорочан А. Ю. «Квазиисторический роман» в русской литературе XIX века. Д. Л. Мордовцев: Монография. — Тверь, 2007, 222 с., ISBN 978-5-9901110-2-8
2. Лажечников и Тверской край, вып. 3: Лажечников и усадебная культура / Ред. А. Ю. Сорочан. — Тверь, 2009, 192 с., ил. ISBN 978-5-903728-20-6
3. Сорочан А. Ю. Тверской край в литературе: образ региона и региональные образы: Статьи и материалы. — Тверь, 2010, 171 с., ил. ISBN 978-5-903728-29-9
4. Филологи как читатели: Материалы международной научной конференции / Отв. ред. А. Ю. Сорочан. — Тверь, 2011, 184 с., ил. ISBN 978-5-903728-53-4
5. Лажечников и Тверской край, вып. 4 / Ред. А. Ю. Сорочан. — Тверь, 2012, 188 с., ил. ISBN 978-5-903728-50-3
6. Прошлое как сюжет: Материалы международной научной конференции / Отв. ред. А. Ю. Сорочан. — Тверь, 2012, 271 с., ил. ISBN 978-5-7609-0756-1
7. Настоящее как сюжет: Статьи и материалы / Ред. С. А. Васильева, А. Ю. Сорочан. — Тверь, 2013, 340 с., ил. (Время как сюжет; Вып. 2) ISBN 978-5-903728-66-4
8. Будущее как сюжет / Сост. С. А. Васильева, А. Ю. Сорочан. — Тверь, 2014, 328 с., ил. (Время как сюжет; Вып. 3) ISBN 978-5-903728-90-9
9. Сорочан А. Ю. Формы репрезентации истории в русской литературе XIX века: Монография. — Тверь, 2015, 448 с., ISBN 978-5-903728-98-5
10. Россия и Франция: диалог культур. Статьи и материалы / Сост. Е. Е. Дмитриева, А. Ю. Сорочан, А. Ф. Строев. — Тверь, 2015, 308 с., ил. ISBN 978-5-903728-96-1
11. Идентичность в русской и польской культурах. Сб. статей / Сост. А. Ю. Сорочан. — Тверь, 2015, 192 с., ISBN 978-5-9907372-0-4
12. Древние языки в русской литературе XIX века: моногр. / А. Ю. Сорочан, Ю. Н. Варзонин; отв. ред. А. Ю. Сорочан. — Тверь, 2015, 192 с., ил. ISBN 978-5-903728-95-4
13. Репутация и идентичность в русской и французской культурах: Статьи и доклады летней школы / сост. А. Ю. Сорочан. Тверь, 2017, 236 с., ил. ISBN 978-5-9909267-4-5
14. Мгновение как сюжет: Статьи и материалы / Сост. С. А. Васильева, А. Ю. Сорочан. — Тверь, 2017, 360 с., ил. (Время как сюжет; Вып. 5) ISBN 978-5-9909266-5
15. Все нелепицы мира: Абсурд в литературе и искусстве: Сб. статей / Сост. А. Ю. Сорочан. СПб. — Тверь, 2019. 312 с., ил. (Неканоническая эстетика; Вып. 5) ISBN 978-5-6040897-6-7
16. Сорочан А. Ю. Странная классика: weird fiction и проблемы исторической поэтики: Монография. — Тверь, 2020, 384 с., ISBN 978-5-7609-1561-0
17. Сорочан А. Ю. Литература путешествий как литература. — Тверь: ООО «Альфа-Пресс», 2024. — 256 с. — ISBN 978-5-98721-073-4.
18. Сорочан А. Ю. Границы фантастического: Монография. — Тверь: ООО «Альфа-Пресс», 2025. — 280 с. — ISBN 978-5-98721-082-6

### Словари и справочные издания
1. Эстетические отношения искусства и действительности: Словарь — справочник / колл. авторов. — Тверь: Тверской государственный университет, 1998, 111 с.
2. Онегинская энциклопедия: [в 2 томах] / Под. общ. ред. Н. И. Михайловой. — М.: Русский путь, 1999, 2004. ISBN 5-85887-156-9 (с)
3. Древние языки в русской исторической прозе XIX века: Материалы к справочнику / Составитель А. Ю. Сорочан. — Тверь, 2013, 168 с., ил. ISBN 978-5-903728-95-4

### Художественные произведения
1. Сорочан А. Ю. Рассказы о людях и вещах / Рассказы о вещах и людях. — Тверь, 2005. 128 с., ил. ISBN 5-88669-005-0
2. Сорочан А. Ю. Застывшие образы. — Тверь, 2006. 184 с., ил. ISBN 5-88669-013-6
3. Сорочан А. Ю. Море спокойствия. — Тверь, 2008. 136 с., ISBN 5-88669-023-8
4. Сорочан А. Ю. Сто коротких рассказов. — Тверь, 2010. 224 с., ил. ISBN 978-5-903728-27-5
5. Сорочан А. Ю. Сюрреволюция: Романы. — Тверь, 2019. — 356 с., ил. ISBN 978-5-98721-026-0

### Переводы
1. Византия сражается — Майкл Муркок, роман Перевод: А. Сорочан. СПб.: Фантастика Книжный Клуб, 2015, 512 с., ISBN 978-5-91878-132-6
2. Карфаген смеётся — Майкл Муркок, роман Перевод: А. Сорочан. СПб.: Фантастика Книжный Клуб, 2019, 640 с., ISBN 978-5-91878-299-6
3. Самый Странный Бар Во Вселенной — Спрэг де Камп Лайон, Прэтт Флетчер, Перевод: А. Сорочан. М.: Эксмо, 2019, 384 с., ISBN 978-5-04-100761-4
4. Иерусалим правит — Майкл Муркок, роман Перевод: А. Сорочан. СПБ.: Фантастика Книжный Клуб, 2021, 576 с., ISBN 978-5-91878-483-9
5. Багдадский вор — Ахмед Абдулла, Перевод: Е. Абросимова, А. Сорочан. М.: РИПОЛ классик, 2022, 342 с., SBN 978-5-386-14744-0